# Kageki Shojo!!
Kageki Shojo!! (jap. かげきしょうじょ!! Kageki Shōjo!!) ist eine Mangaserie von Kumiko Saiki. Sie erscheint in Japan seit 2012, wobei der 2014 abgeschlossene erste Teil später den Titel Kageki Shōjo!! Season Zero erhielt und ab 2015 mit einem zweiten Teil fortgesetzt wurde. 2021 kam eine Umsetzung als Anime-Fernsehserie heraus, die auch international veröffentlicht wurde. Die Geschichte dreht sich um zwei Mädchen an einer Oberschule für Musiktheater, ihre schulische und sportliche Entwicklung und die Freundschaften und Feindschaften, die sich um sie herum entwickeln.

## Inhalt
Die Mädchen-Oberschule Kōka Kageki hat eine künstlerische Ausrichtung und fokussiert sich besonders auf Musiktheater. Alle Schülerinnen müssen sich an den berühmten Aufführungen der Schule beteiligen und viele kommen nur deswegen hierher. Ai Narata war bisher ein bekanntes Idol und will mit ihrem Eintritt an die Oberschule einen neuen Karriereweg einschlagen, nachdem ihr vorheriger unglücklich gescheitert ist. Sie entwickelte panische Angst vor Männern und erhofft sich an der Schule ein sicheres Umfeld. Im Internat kommt sie mit Sarasa Watanabe in ein Zimmer. Das fröhliche Mädchen vom Land wollte seit früher Kindheit Teil der Truppe von Kōka Kageki werden, wie es schon der Traum ihrer Großmutter war. Sie kennt sich in der Stadt und der neuesten Mode nicht aus. Ihre Art bringt ihr dennoch schnell einige Freunde, aber auch Widersacher ein. So begegnen beiden Mädchen an der Schule, während sie ihre Gesangs- und Tanzkünste verbessern, viel Gemeinschaftlichkeit, aber auch Missgunst und bösen Gerüchte.

## Veröffentlichungen
Der Manga startete im Mai 2012 im Magazin Jump X bei Hakusensha. Im Oktober 2014 wurde die Serie zunächst abgeschlossen. Die Kapitel erschienen in zwei Sammelbänden. Nachträglich erhielt dieser Teil den Titel Kageki Shōjo!! Season Zero. Im Februar 2015 startete die Fortsetzung im Magazin Melody beim gleichen Verlag. Die Sammelausgabe umfasst bisher 15 Bände.
Der erste Teil erschien im April 2025 mit beiden Bänden auf Deutsch bei Crunchyroll. Die Übersetzung erhielt den Titel Kageki Shojo!! Ouvertüre. Die Fortsetzung wird seit Juni 2025 beim gleichen Verlag herausgegeben und umfasst bisher zwei Bände (Stand August 2025). Eine englische Ausgabe der Serie erscheint bei Seven Seas Entertainment.

## Animeserie
Die Umsetzung des Mangas als Anime entstand bei Studio Pine Jam unter der Regie von Kazuhiro Yoneda. Die Drehbücher schrieb Tadashi Morishita. Das Charakterdesign stammt von Takahiro Kishida und die künstlerische Leitung lag bei Hiromichi Tanigawa. Die Computeranimationen leitete Keiichi Eda und für die Kameraführung war Yasuhiro Asagi verantwortlich. Tonregie führte Yukio Nagasaki. die Produzenten waren Akiko Yada und Yutaka Suwa.
Der Anime wurde im Oktober 2020 erstmals angekündigt. Die 13 Folgen mit je 23 Minuten Laufzeit wurden vom 4. Juli bis zum 26. September 2021 von den Sendern AT-X, Tokyo MX, BS11 und HTB in Japan ausgestrahlt. Parallel dazu fand die internationale Veröffentlichung per Streaming über die Plattform Crunchyroll statt, unter anderem mit deutschen und englischen Untertiteln. Zeitlich verzögert wurden auch Synchronfassungen auf Englisch, Spanisch, Portugiesisch und Russisch veröffentlicht.

### Synchronisation
| Rolle              | japanische Stimme (Seiyū) |
| ------------------ | ------------------------- |
| Sarasa Watanabe    | Sayaka Senbongi           |
| Ai Narata          | Yumiri Hanamori           |
| Mamoru Ando        | Junichi Suwabe            |
| Akiya Shirakawa    | Kengo Takanashi           |
| Kōsaburō Shirakawa | Takehito Koyasu           |

### Musik
Die Musik der Serie stammt von Tsuneyoshi Saito. Das Vorspannlied ist Hoshi no Orchestra von saji und der Abspanntitel ist Hoshi no Tabibito von Sayaka Senbongi × Yumiri Hanamori.